# Поздняково (Можайский район)
Поздняково — деревня в Можайском районе Московской области в составе сельского поселения Бородинское. Численность постоянного населения по Всероссийской переписи 2010 года — 4 человека. До 2006 года Поздняково входило в состав Синичинского сельского округа.
Деревня расположена в северо-западной части района, примерно в 23 км к северо-западу от Можайска, на западном берегу Можайского водохранилища, высота центра над уровнем моря 195 м. Ближайшие населённые пункты — примыкающие на севере Крылатки и Антоново в 1,3 км западнее.